# Шевальє д'Еон
Шевальє д'Еон, д'Еон де Бомон (фр. Charles-Geneviève-Louis-Auguste-André-Timothée d'Éon de Beaumont; 5 жовтня 1728, Тоннерр — 21 травня 1810, Лондон) — французький дворянин, таємний агент, який належав до дипломатичної мережі «Таємниця короля», який першу половину життя провів як чоловік, а другу половину — як жінка (питання про його справжню статеву приналежність залишається відкритим). Незважаючи на тендітну статуру, шевальє вважався одним з кращих фехтувальників свого часу.